# Флоріан Менніген
Флоріан Менніген  (нім. Florian Mennigen, 10 квітня 1982) — німецький веслувальник, олімпійський чемпіон.

## Виступи на Олімпіадах
| Олімпіада   | Дисципліна                     | Місце |
| ----------- | ------------------------------ | ----- |
| Пекін 2008  | вісімка розстібна зі стерновим | 8     |
| Лондон 2012 | вісімка розстібна зі стерновим | 1     |